# RD-101 (motor de foguete)
RD-101 (em russo: РД-101, Ракетный Двигатель 101; trasl. Raketnyy Dvigatel 101), foi a designação atribuída ao segundo motor de foguete moderno fabricado em série na União Soviética, sendo este uma versão melhorada do motor RD-100. Ele foi usado para equipar o míssil R-2.
O responsável pelo desenvolvimento desse motor foi também Valentin Glushko. Esse novo motor era mais compacto, mais potente, admitia uma maior pressão na câmara de combustão e trabalhava com uma maior concentração de Álcool como combustível.
O projeto foi iniciado em 1946, em paralelo com o desenvolvimento do RD-100, porém sem envolvimento da equipe de técnicos alemães.

## Características
Estas são a principais características do motor RD-101:
- Peso líquido: 888 kg
- Altura: 3,35 m
- Diâmetro: 1,65 m
- Empuxo: 404,00 kN
- Impulso específico: 237 s
- Impulso específico ao nível do mar: 210 s

Duas características que chamam a atenção nesse novo motor são: o uso de um catalisador sólido com base em prata e um tanque em formato toroidal para o peróxido de hidrogênio. Segue-se uma tabela comprovando a melhoria de desempenho do RD-101 em relação ao RD-100:
| Parâmetro                               | RD-100 | RD-101 |
| --------------------------------------- | ------ | ------ |
| Consumo de Álcool (kg/s)                | 57,8   | 70,6   |
| Consumo de Oxigênio (kg/s)              | 74     | 102,3  |
| Pressão de combustível:                 |        |        |
| - Álcool na Câmara de Combustão (Mpa)   | 2,02   | 2,60   |
| - Oxigênio na Câmara de Combustão (Mpa) | 2,04   | 2,50   |
| Pressão na Câmara de Combustão (Mpa)    | 1,62   | 2,16   |
| Velocidade de Exaustão (m/s)            | 2.000  | 2.130  |
| Empuxo ao nível do mar (kN)             | 267    | 363    |

## Imagens
- Um RD-101 em exposição no museu de São Petersburgo
- Close da câmara de combustão do RD-101
- Close do sistema de alimentação do RD-101